# Língua georgiana
O georgiano (ქართული ენა, AFI: /kʰɑrtʰuli ɛna/) é a língua nativa dos georgianos e o idioma oficial da Geórgia, um país situado no Cáucaso.
O georgiano é a língua materna de cerca de 4 milhões de pessoas na própria Geórgia, e cerca de 500 mil no exterior do país. É a língua literária de todos os subgrupos regionais do ethnos georgiano, incluindo aqueles que falam outros idiomas cartevélicos (caucasianos meridionais), como os suanos, os mingrélios e os lazes. O judeu-georgiano ou kivruli, às vezes considerado como uma língua judaica independente, é falado por mais cerca de 20 000 pessoas na Geórgia e 65 000 em outros lugares (dos quais 60 000 estariam em Israel).

## Classificação
O georgiano é a mais difundida das línguas caucasianas meridionais, uma família de línguas que também inclui o suano, o mingrélio (falado principalmente no Noroeste da Geórgia) e o laz (falado principalmente ao longo da costa do mar Negro, na Turquia, de Melyat, Rize até a fronteira com a Geórgia).

## Dialetos
Entre os dialetos do georgiano estão o imerécio, o racha-lechúmio, o gúrio o ajário, o imerquévio (na Turquia), o ibério, o caquécio, o ingilo (no Azerbaijão), o tush, o khevsur, o mokheviano, o pshaviano, o dialeto iraniano de Fereydan, em Fereydunshahr e Fereydan, o mtiuletiano e o mesquécio.

## Características
Uma das características desta língua é o uso do ergativo, inflexão que sofre o sujeito de uma frase, por exemplo, quando o verbo é transitivo, ou seja, necessita de um objeto. Esta característica encontra-se também na língua basca, o que faz os linguistas pensarem no possível parentesco entre as duas línguas.
O georgiano não é uma língua indo-europeia, e utiliza um alfabeto próprio.
Outras características marcantes da língua incluem a diversidade e complexidade de consoantes, cuja dificuldade é patente quando se tenta aprender a língua, e a complexidade do verbo, cujas conjugações são influenciadas pelo tempo verbal, sujeito, complementos directo e indirecto e outras pequenas variações, como por exemplo, sobre quem/o quê a ação se efetua (se o próprio sujeito, ou outro).

## História
Acredita-se que o georgiano tenha se separado do mingrélio e do laz no primeiro milénio a.C.. Com base na intensidade das mudanças ocorridas, linguistas como Georgi Klimov, T. Gamkrelidze e G. Machavariani conjecturaram que as primeiras divisões ocorreram no segundo milénio a.C. ou até antes, separando o suano dos outros idiomas. O mingrélio e o laz teriam se separado do georgiano por volta de mil anos mais tarde.
O georgiano tem uma rica tradição literária. O mais antigo registro literário no idioma é o Martírio da Santa Rainha Susana (Tsamebay tsmindisa Shushanikisi, dedoplisa), de Jaó de Tsurtavi, do século V. O épico nacional georgiano, "O Cavaleiro em Pele de Pantera" (Vepkhistqaosani), de Shota Rustaveli, data do século XII.

## Fonologia e escrita
O georgiano foi escrito de diversas formas durante sua história. Atualmente um alfabeto, o mkhedruli ("militar") é quase que completamente predominante; os outros interessam mais a estudiosos e para a leitura de documentos históricos.
O mkhedruli tem 33 letras de uso comum; seis já estão obsoletas. As letras do mkhedruli correspondem aos sons do georgiano.
De acordo com os relatos tradicionais, anotados por Leôncio de Ruissi no século XI, o primeiro alfabeto georgiano foi criado pelo primeiro rei da Ibéria, Farnabazo I, no século III a.C.. No entanto, os primeiros registros deste alfabeto, ou de sua versão modificada, datam dos séculos século IV e V. O alfabeto foi sendo modificado através dos séculos; hoje em dia existem três alfabetos georgianos que são extremamente diferentes uns dos outros, a tal ponto que o conhecimento de um não garante a compreensão dos outros. Estes alfabetos chamam-se asomtavruli ("maiúsculas"), nuskhuri ("minúsculas") e o mkhedruli. Os dois primeiros são utilizados, em conjunto, como as letras maiúsculas e minúsculas de um único alfabeto utilizado pela Igreja Ortodoxa Georgiana, chamado khutsuri ("dos padres").
No mkhedruli não existem formas separadas para representar as maiúsculas. Se o efeito for desejado, a maiúscula é obtida através da ampliação do caractere e de seu posicionamento em relação às outras letras, de maneira que seus tamanhos verticais sejam idênticos e se apoiem sobre uma linha de base, sem que se ultrapasse o limite inferior. Estas "maiúsculas" são utilizadas com frequência em cabeçalhos, títulos de capítulos, inscrições monumentais, e assim por diante.

### Consoantes
Os símbolos na esquerda representam o alfabeto fonético internacional (AFI), enquanto na direita estão seus equivalentes no alfabeto georgiano:
|           |          | Labial | Dental/ Alveolar | Pós- alveolar | Velar | Uvular | Glotal |
| --------- | -------- | ------ | ---------------- | ------------- | ----- | ------ | ------ |
| Nasal     | Nasal    | m მ    | n ნ              |               |       |        |        |
| Plosiva   | Aspirada | pʰ ფ   | tʰ თ             |               | kʰ ქ  |        |        |
| Plosiva   | sonora   | b ბ    | d დ              |               | g გ   |        |        |
| Plosiva   | ejetiva  | pʼ პ   | tʼ ტ             |               | kʼ კ  | qʼ ყ   |        |
| africada  | plain    |        | ts ც             | tʃ ჩ          |       |        |        |
| africada  | sonora   |        | dz ძ             | dʒ ჯ          |       |        |        |
| africada  | ejetiva  |        | tsʼ წ            | tʃʼ ჭ         |       |        |        |
| Fricativa | muda     |        | s ს              | ʃ შ           | x¹ ხ  | x¹ ხ   | h ჰ    |
| Fricativa | sonora   | v ვ    | z ზ              | ʒ ჟ           | ɣ¹ ღ  | ɣ¹ ღ   |        |
| Rótica    | Rótica   |        | r რ              |               |       |        |        |
| Lateral   | Lateral  |        | l ლ              |               |       |        |        |

1. Há opiniões divergentes acerca de como classificar /x/ e /ɣ/; Harvcoltxt e Aronson (1990) classificam os fonemas como pós-velares.[3] Já Hewitt[4] vê estes fonemas como variando de velares a uvulares, de acordo com o texto, enquanto outros estudiosos simplesmente tratam tais fonemas como puramente velares.

### Vogais
|         | Frontal | Posterior |
| ------- | ------- | --------- |
| Fechada | i ი     | u უ       |
| Média   | ɛ ე     | ɔ ო       |
| Aberta  |         | ɑ ა       |

### Fonética
Entre aspectos dignos de menção da fonética georgiana, está a existência de formidáveis conjunções consonânticas, como pode ser visto em palavras como გვფრცქვნი (transl. gvprtskvni, "você nos descasca") e მწვრთნელი (transl. mtsvrtneli, "treinador").

## Gramática

### Morfologia
- O georgiano é uma língua aglutinante. Existem certos prefixos e sufixos que podem se juntar para formar um verbo. Em alguns casos, podem existir até oito morfemas diferentes num mesmo verbo ao mesmo tempo. Um exemplo é ageshenebinat ("vocês tinham construído"). O verbo pode ser separado em partes: a-g-e-shen-eb-in-a-t, onde cada morfema contribui para indicar o tempo verbal ou a pessoa gramatical que realizou a ação expressa no verbo.

#### Morfofonologia
- Na morfofonologia do georgiano, a síncope é um fenômeno comum. Quando um sufixo (especialmente o sufixo plural -eb-) é acrescentado a uma palavra que tenha as vogais a ou e na última sílaba, esta vogal desaparece, na maioria das palavras. Por exemplo, megobari ("amigo"), ao passar para o plural, vira megobØrebi (megobrebi), com a perda do a na última sílaba da raiz da palavra.

### Declinações
- O georgiano possui sete casos diferentes: o nominativo, o ergativo, o genitivo, o instrumental, o adverbial, o dativo e o vocativo. Um aspecto peculiar do georgiano é o de que, enquanto na maioria dos idiomas o sujeito duma sentença está no caso nominativo, enquanto o objeto está no acusativo ou dativo, no georgiano esta situação pode se inverter em diversas situações, dependendo principalmente do carácter do verbo. Isto é chamado de construção dativa. Nos tempos passados dos verbos transitivos, e no tempo presente do verbo "saber", o sujeito é declinado para o caso ergativo.

| Caso         | Mulher       | Mês        | Coruja     |
| ------------ | ------------ | ---------- | ---------- |
| Nominativo   | ქალი kal-i   | თვე tve    | ბუ bu      |
| Dativo       | ქალს kal-s   | თვეს tve-s | ბუს bu-s   |
| Ergativo     | ქალმა kal-ma | თვემ tve-m | ბუმ bu-m   |
| Genitivo     | ქალის kal-is | თვის tv-is | ბუს bu-s   |
| Instrumental | ქალით kal-it | თვით tv-it | ბუთი bu-ti |
| Adverbial    | ქალად kal-ad | თვედ tve-d | ბუდ bu-d   |
| Vocativo     | ქალო kal-o   | თვეო tve-o | ბუვ bu-v   |

### Sintaxe
- O georgiano é uma língua pós-posicional, o que significa que nela as aposições são inseridas depois (e não antes) dos substantivos que elas modificam, tanto na forma de sufixos como de palavras separadas. Muitas posposições georgianas correspondem, em significado, a preposições do português. Cada posposição requer que o substantivo que está sendo modificado esteja em determinado caso, similar ao que ocorre com as preposições que regem alguns casos específicos em muitas línguas indo-europeias, como o alemão, o russo, o latim, entre outras.
- O georgiano tem como estrutura de sentença primária o Sujeito-Verbo-Objeto (SVO), porém a ordem das palavras não é tão rígida quanto outros idiomas. Nem todas as ordens são aceitas, porém é possível encontrar estruturas de Sujeito-Objeto-Verbo (SOV). O georgiano não tem género gramatical; mesmo os pronomes apresentam um género neutro. O idioma também não possui artigos; assim, por exemplo, "convidado", "um convidado" e "o convidado" são ditos da mesma maneira. Nas orações relativas, no entanto, é possível se estabelecer o significado do artigo definido através do uso de algumas partículas gramaticais.

## Vocabulário
O georgiano tem um sistema rico de derivação de palavras. Através do uso de uma raiz, à qual são adicionados alguns prefixos e sufixos definidos, pode-se derivar diversos substantivos e adjectivos. Por exemplo, da raiz -Kart-, as seguintes palavras podem ser derivadas: Kartveli (uma pessoa georgiana), Kartuli (o idioma georgiano), e Sakartvelo (Geórgia).
A maioria dos sobrenomes georgianos termina em -dze ("filho"), no oeste da Geórgia, ou -shvili ("criança"), no leste da Geórgia, -ia em Mingrélia e -ani em Suanécia, além de -uri no leste do país. Exemplos notórios são Eduard Shevardnadze e Josef Stalin, cujo nome de nascimento era Djugashvili.
A numeração georgiana é vigesimal, como a língua basca e o francês antigo. Para expressar um número maior que 20 e menor que 100, deve-se exprimir a quantidade de vintenas inteiras acrescida do restante. O número 93, por exemplo, é expresso por ოთხმოცდაცამეტი - otkh-m-ots-da-tsamet'i (literalmente "quatro-vezes-vinte-e-treze").

## Exemplos

### Formação de palavras
O georgiano tem um sistema de derivação de palavras que permite derivar substantivos a partir de raízes de verbos, tanto com prefixos, como com sufixos. Por exemplo:
- Da raiz -ts'er- ("escrever"), as palavras ts'erili ("letra") e mts'erali ("escritor") são derivadas.
- Da raiz -tsa- ("dar"), a palavra gadatsema ("transmitir") é derivada.
- Da raiz -tsda- ("julgar"), a palavra gamotsda ("exame") é derivada.
- Da raiz -gav- ("parecer"), as palavras msgavsi ("similar") e msgavseba ("similaridade") são derivadas.
- Da raiz -šen- ("construir"), é derivada a palavra šenoba ("edifício").
- Da raiz -tskh- ("assar"), a palavra namtskhvari ("bolo", "torta") é derivada.
- Da raiz -tsiv- ("frio"), a palavra matsivari ("refrigerador") é derivada.
- Da raiz -pr- ("voar"), as palavras tvitmprinavi ("avião") e aprena ("decolar/descolar") são derivadas.

Também são derivados verbos de substantivos:
- Do substantivo -omi- ("guerra"), o verbo omob ("guerrear") é derivado.
- Do substantivo -sadili- ("almoço"), o verbo sadilob ("almoçar") é derivado.
- Do substantivo -sauzme ("pequeno almoço", "café da manhã"), o verbo ts'asauzmeba ("comer o pequeno almoço/café da manhã") é derivado; o “pré-verbo/prefixo verbal ts'a- pode indicar o significado adicional de "verboar [=verbalizar?] um pouco."
- Do substantivo -sakhli- ("lar"), o verbo gadasakhleba ("mudar-se") é derivado.

Da mesma maneira, verbos podem ser derivados dos adjetivos:
- Do adjetivo -ts'iteli- ("vermelho"), o verbo gats'itleba ("ruborescer" ou "fazer alguém ruborescer") é derivado.
- Do adjetivo -brma ("cego"), o verbo dabrmaveba ("tornar-se cego" ou "cegar alguém") é derivado.
- Do adjetivo -lamazi- ("belo"), o verbo galamazeba ("tornar-se belo") é derivado.

### Palavras com conjuntos consonânticos iniciais
Muitos substantivos e adjetivos georgianos começam com conjuntos formados por consoantes contíguas.
- Acredita-se que pelo menos metade das palavras georgianas começa com sílabas formadas por duas consoantes contíguas. Ver exemplos:
  - წყალი, (ts'q'ali), "água"
  - სწორი, (sts'ori), "correcto"
  - რძე, (rdze), "leite"
  - თმა, (tma), "cabelo"
  - მთა, (mta), "montanha"
  - ცხენი, (tskheni), "cavalo"
- Existem muitas palavras que se iniciam com três consoantes contíguas:
  - თქვენ, (tkven), "vós"
  - მწვანე, (mts'vane), "verde"
  - ცხვირი, (tskhviri), "nariz"
  - ტკბილი, (t'k'bili), "doce"
  - მტკივნეული, (mt'k' ivneuli), "doloroso"
  - ჩრდილოეთი, (črdiloeti), "norte"
- Existem algumas palavras que se iniciam com quatro consoantes contíguas; Exemplos:
  - მკვლელი, (mk'vleli), "assassino"
  - მკვდარი, (mk'vdari), "morte"
  - მთვრალი, (mtvrali), "bêbado"
  - მწკრივი; (mts'k'rivi), "coluna"
- Existem alguns casos extremos no georgiano. Por exemplo, esta palavra inicia-se com seis consoantes contíguas:
  - მწვრთნელი, (mts'vrtneli), "treinador"
- E estas palavras começam com oito consoantes contíguas:
  - გვფრცქვნი (gvprtskvni), "você nos descasca"
  - გვბრდღვნი (gvbrdgvni), "você nos rasga"

## Amostra de texto
Declaração Universal dos Direitos do Homem
Georgiano
ყველა ადამიანი იბადება თავისუფალი და თანასწორი თავისი ღირსებითა და უფლებებით. მათ მინიჭებული აქვთ გონება და სინდისი და მიმართ უნდა იქცეოდნენ ერთმანეთს ძმობის სულისკვეთებით.
Georgiano transliterado
Qvela adamiani ibadeba tʻavisupʻali da tʻanascori tavisi ġirsebitʻa da uplebebitʻ. Mat miničebuli akʻvtʻ goneba da sindisi da ertʻmanetʻis mimartʻ unda ikʻcʻeodnen żmobis suliskvetʻebitʻ
Português
Todos os seres humanos nascem livres e iguais em dignidade e direitos. São dotados de razão e consciência e devem agir em relação uns aos outros com espírito de fraternidade.